# Entella congica
Entella congica es una especie de mantis de la familia Mantidae.

## Distribución geográfica
Se encuentra en el Congo.